# Amour-haine
Un rapport amour-haine est un rapport personnel impliquant des émotions simultanées ou alternatives de joie et de colère, ainsi que des sentiments d'amour et d'inimitié. Quelquefois, cela peut aussi signifier une personne qui aime une autre personne ou objet, et se déteste pour cela. Ces rapports ne sont pas obligatoirement romantiques, ils peuvent aussi être fraternels. Ces rapports sont aussi dits passionnés. Ce type de relation peut être étendu aux objets inanimés, mais aussi aux idées, aux concepts.
Catulle, le poète romain, a introduit le thème amour-haine dans la culture occidentale avec ses célèbres lignes: «Je hais et pourtant j'aime. Vous vous demandez peut-être comment je m'en sors. Je ne sais pas, mais je le sens arriver, et je suis dans le tourment» .

## Concept
Un thème lié est « l'obligation d'amitié », où habituellement un parti se sent redevable à un autre et base une amitié dessus, mais tient toujours une rancune sur une amertume passée particulière, pendant que « le créancier » dans le rapport est d'accord avec la nature de cette amitié pour des raisons de sécurité, mais reste conscient de la rancune du « débiteur » et se sent contre-redevable jusqu'à ce que la cause de la rancune soit dépassée.
Le concept est souvent utilisé dans les romans pour adolescents où deux personnages se détestent, tout en ayant une sorte d'affection ou attraction l'un envers l'autre à certains points de l'histoire. Le concept d'un rapport d'amour-haine est souvent utilisé pour décrire les relations entre une « gentille fille » et un « mauvais garçon » ou bien l'inverse les relations d'une « mauvaise fille » et un « gentil garçon ». Il peut être soutenu, en raison du fait que les sujets s'aiment en dépit des problèmes qu'ils ont, qu'un rapport de haine et d'amour représente une plus forte relation qu'un rapport d'amour simple. Bien qu'une haine constante soit ressentie, si de nouveaux problèmes émergent ils ne mettront probablement pas la relation en danger. Pourtant il est aussi possible qu'aucun bonheur réel ne soit atteint dans ce genre de relation passionnée car ils ne seront jamais en paix ou pleinement satisfaits. C'est la raison pour laquelle les sujets ne tombent jamais dans une relation de « routine ».

## Racines psychologiques
Un rapport amour-haine est lié à l'occurrence d'une ambivalence émotionnelle perçue durant la petite enfance, aux réponses conflictuelles liées aux états de l'égo chez la même personne ou à la coexistence inévitable de conflits égoïstes avec l'être aimé.
Une recherche effectuée à l'université Yale suggère que le rapport amour-haine peut être causé par une faible estime de soi.

## Exemple

### Réalité
- Elizabeth Taylor et Richard Burton.
- Mick Jagger et Keith Richards

### Fictions
- Cathy et Heathcliff, dans le roman d'Emily Brontë Les Hauts de Hurlevent (1847) ;
- William Crimsworth et Yorke Hunsden, dans le roman de Charlotte Brontë Le Professeur (1857) ;
- Sherlock Holmes et Irène Adler, dans la nouvelle d'Arthur Conan Doyle Un scandale en Bohême (1891) ;
- Don Camillo et Peppone (créés par Giovannino Guareschi en 1948) ;
- Fantasio et Seccotine (créée en 1953 par André Franquin), dans Spirou et Fantasio ;
- Goldie O'Gilt (créée en 1953 par Carl Barks) et Balthazar Picsou ;
- Ron Weasley et Hermione Granger, dans Harry Potter (créé par J. K. Rowling en 1997) ;
- Pacey Witter et Joey Potter, dans la série télé créée par Kevin Williamson Dawson's Creek (1998 – 2003) ;
- Hyacinth Bridgerton et Gareth St Clair dans La Chronique des Bridgerton (créé par Julia Quinn en 2000) ;
- Walter White et Jesse Pinkman, dans la série télé créée par Vince Gilligan Breaking Bad (2008 – 2013) ;
- BoJack et sa mère Beatrice Horseman dans la série télé créée par Raphael Bob-Waksberg BoJack Horseman (2014 – 2020) ;
- Elle Fanning et Nicholas Hoult dans la série télé The Great (2020 – en production)